# Самит (Арканзас)
Самит (енгл. Summit) град је у америчкој савезној држави Арканзас.

## Демографија
По попису из 2010. године број становника је 604, што је 18 (3,1%) становника више него 2000. године.
| Група             | 2000.       | 2010.       |
| Белци             | 560 (95,6%) | 562 (93,0%) |
| Афроамериканци    | 3 (0,5%)    | 1 (0,2%)    |
| Азијати           | 0 (0,0%)    | 3 (0,5%)    |
| Хиспаноамериканци | 9 (1,5%)    | 12 (2,0%)   |
| Укупно            | 586         | 604         |